# 1197
Portal Geschichte | Portal Biografien | Aktuelle Ereignisse | Jahreskalender | Tagesartikel

◄ |
11. Jahrhundert |
12. Jahrhundert
| 13. Jahrhundert | ►

◄ |
1160er |
1170er |
1180er |
1190er
| 1200er | 1210er | 1220er | ►

◄◄ |
◄ |
1193 |
1194 |
1195 |
1196 |
1197
| 1198 | 1199 | 1200 | 1201 | ► | ►►
Staatsoberhäupter  · Nekrolog
| Januar | Januar | Januar | Januar | Januar | Januar | Januar | Januar |
| Kw     | Mo     | Di     | Mi     | Do     | Fr     | Sa     | So     |
| ------ | ------ | ------ | ------ | ------ | ------ | ------ | ------ |
| 1      |        |        | 1      | 2      | 3      | 4      | 5      |
| 2      | 6      | 7      | 8      | 9      | 10     | 11     | 12     |
| 3      | 13     | 14     | 15     | 16     | 17     | 18     | 19     |
| 4      | 20     | 21     | 22     | 23     | 24     | 25     | 26     |
| 5      | 27     | 28     | 29     | 30     | 31     |        |        |

| Februar | Februar | Februar | Februar | Februar | Februar | Februar | Februar |
| Kw      | Mo      | Di      | Mi      | Do      | Fr      | Sa      | So      |
| ------- | ------- | ------- | ------- | ------- | ------- | ------- | ------- |
| 5       |         |         |         |         |         | 1       | 2       |
| 6       | 3       | 4       | 5       | 6       | 7       | 8       | 9       |
| 7       | 10      | 11      | 12      | 13      | 14      | 15      | 16      |
| 8       | 17      | 18      | 19      | 20      | 21      | 22      | 23      |
| 9       | 24      | 25      | 26      | 27      | 28      |         |         |

| März | März | März | März | März | März | März | März |
| Kw   | Mo   | Di   | Mi   | Do   | Fr   | Sa   | So   |
| ---- | ---- | ---- | ---- | ---- | ---- | ---- | ---- |
| 9    |      |      |      |      |      | 1    | 2    |
| 10   | 3    | 4    | 5    | 6    | 7    | 8    | 9    |
| 11   | 10   | 11   | 12   | 13   | 14   | 15   | 16   |
| 12   | 17   | 18   | 19   | 20   | 21   | 22   | 23   |
| 1    | 24   | 25   | 26   | 27   | 28   | 29   | 30   |
| 14   | 31   |      |      |      |      |      |      |

| April | April | April | April | April | April | April | April |
| Kw    | Mo    | Di    | Mi    | Do    | Fr    | Sa    | So    |
| ----- | ----- | ----- | ----- | ----- | ----- | ----- | ----- |
| 14    |       | 1     | 2     | 3     | 4     | 5     | 6     |
| 15    | 7     | 8     | 9     | 10    | 11    | 12    | 13    |
| 16    | 14    | 15    | 16    | 17    | 18    | 19    | 20    |
| 17    | 21    | 22    | 23    | 24    | 25    | 26    | 27    |
| 18    | 28    | 29    | 30    |       |       |       |       |

| Mai | Mai | Mai | Mai | Mai | Mai | Mai | Mai |
| Kw  | Mo  | Di  | Mi  | Do  | Fr  | Sa  | So  |
| --- | --- | --- | --- | --- | --- | --- | --- |
| 18  |     |     |     | 1   | 2   | 3   | 4   |
| 19  | 5   | 6   | 7   | 8   | 9   | 10  | 11  |
| 20  | 12  | 13  | 14  | 15  | 16  | 17  | 18  |
| 21  | 19  | 20  | 21  | 22  | 23  | 24  | 25  |
| 22  | 26  | 27  | 28  | 29  | 30  | 31  |     |

| Juni | Juni | Juni | Juni | Juni | Juni | Juni | Juni |
| Kw   | Mo   | Di   | Mi   | Do   | Fr   | Sa   | So   |
| ---- | ---- | ---- | ---- | ---- | ---- | ---- | ---- |
| 22   |      |      |      |      |      |      | 1    |
| 23   | 2    | 3    | 4    | 5    | 6    | 7    | 8    |
| 24   | 9    | 10   | 11   | 12   | 13   | 14   | 15   |
| 25   | 16   | 17   | 18   | 19   | 20   | 21   | 22   |
| 26   | 23   | 24   | 25   | 26   | 27   | 28   | 29   |
| 27   | 30   |      |      |      |      |      |      |

| Juli | Juli | Juli | Juli | Juli | Juli | Juli | Juli |
| Kw   | Mo   | Di   | Mi   | Do   | Fr   | Sa   | So   |
| ---- | ---- | ---- | ---- | ---- | ---- | ---- | ---- |
| 27   |      | 1    | 2    | 3    | 4    | 5    | 6    |
| 2    | 7    | 8    | 9    | 10   | 11   | 12   | 13   |
| 29   | 14   | 15   | 16   | 17   | 18   | 19   | 20   |
| 30   | 21   | 22   | 23   | 24   | 25   | 26   | 27   |
| 31   | 28   | 29   | 30   | 31   |      |      |      |

| August | August | August | August | August | August | August | August |
| Kw     | Mo     | Di     | Mi     | Do     | Fr     | Sa     | So     |
| ------ | ------ | ------ | ------ | ------ | ------ | ------ | ------ |
| 31     |        |        |        |        | 1      | 2      | 3      |
| 32     | 4      | 5      | 6      | 7      | 8      | 9      | 10     |
| 33     | 11     | 12     | 13     | 14     | 15     | 16     | 17     |
| 34     | 18     | 19     | 20     | 21     | 22     | 23     | 24     |
| 35     | 25     | 26     | 27     | 28     | 29     | 30     | 31     |

| September | September | September | September | September | September | September | September |
| Kw        | Mo        | Di        | Mi        | Do        | Fr        | Sa        | So        |
| --------- | --------- | --------- | --------- | --------- | --------- | --------- | --------- |
| 36        | 1         | 2         | 3         | 4         | 5         | 6         | 7         |
| 37        | 8         | 9         | 10        | 11        | 12        | 13        | 14        |
| 38        | 15        | 16        | 17        | 18        | 19        | 20        | 21        |
| 39        | 22        | 23        | 24        | 25        | 26        | 27        | 28        |
| 40        | 29        | 30        |           |           |           |           |           |

| Oktober | Oktober | Oktober | Oktober | Oktober | Oktober | Oktober | Oktober |
| Kw      | Mo      | Di      | Mi      | Do      | Fr      | Sa      | So      |
| ------- | ------- | ------- | ------- | ------- | ------- | ------- | ------- |
| 40      |         |         | 1       | 2       | 3       | 4       | 5       |
| 41      | 6       | 7       | 8       | 9       | 10      | 11      | 12      |
| 42      | 13      | 14      | 15      | 16      | 17      | 18      | 19      |
| 43      | 20      | 21      | 22      | 23      | 24      | 25      | 26      |
| 44      | 27      | 28      | 29      | 30      | 31      |         |         |

| November | November | November | November | November | November | November | November |
| Kw       | Mo       | Di       | Mi       | Do       | Fr       | Sa       | So       |
| -------- | -------- | -------- | -------- | -------- | -------- | -------- | -------- |
| 44       |          |          |          |          |          | 1        | 2        |
| 45       | 3        | 4        | 5        | 6        | 7        | 8        | 9        |
| 46       | 10       | 11       | 12       | 13       | 14       | 15       | 16       |
| 47       | 17       | 18       | 19       | 20       | 21       | 22       | 23       |
| 48       | 24       | 25       | 26       | 27       | 28       | 29       | 30       |

| Dezember | Dezember | Dezember | Dezember | Dezember | Dezember | Dezember | Dezember |
| Kw       | Mo       | Di       | Mi       | Do       | Fr       | Sa       | So       |
| -------- | -------- | -------- | -------- | -------- | -------- | -------- | -------- |
| 49       | 1        | 2        | 3        | 4        | 5        | 6        | 7        |
| 50       | 8        | 9        | 10       | 11       | 12       | 13       | 14       |
| 51       | 15       | 16       | 17       | 18       | 19       | 20       | 21       |
| 52       | 22       | 23       | 24       | 25       | 26       | 27       | 28       |
| 1        | 29       | 30       | 31       |          |          |          |          |

| Januar | Januar | Januar | Januar | Januar | Januar | Januar | Januar |
| Kw     | Mo     | Di     | Mi     | Do     | Fr     | Sa     | So     |
| ------ | ------ | ------ | ------ | ------ | ------ | ------ | ------ |
| 1      |        |        | 1      | 2      | 3      | 4      | 5      |
| 2      | 6      | 7      | 8      | 9      | 10     | 11     | 12     |
| 3      | 13     | 14     | 15     | 16     | 17     | 18     | 19     |
| 4      | 20     | 21     | 22     | 23     | 24     | 25     | 26     |
| 5      | 27     | 28     | 29     | 30     | 31     |        |        |

| Februar | Februar | Februar | Februar | Februar | Februar | Februar | Februar |
| Kw      | Mo      | Di      | Mi      | Do      | Fr      | Sa      | So      |
| ------- | ------- | ------- | ------- | ------- | ------- | ------- | ------- |
| 5       |         |         |         |         |         | 1       | 2       |
| 6       | 3       | 4       | 5       | 6       | 7       | 8       | 9       |
| 7       | 10      | 11      | 12      | 13      | 14      | 15      | 16      |
| 8       | 17      | 18      | 19      | 20      | 21      | 22      | 23      |
| 9       | 24      | 25      | 26      | 27      | 28      |         |         |

| März | März | März | März | März | März | März | März |
| Kw   | Mo   | Di   | Mi   | Do   | Fr   | Sa   | So   |
| ---- | ---- | ---- | ---- | ---- | ---- | ---- | ---- |
| 9    |      |      |      |      |      | 1    | 2    |
| 10   | 3    | 4    | 5    | 6    | 7    | 8    | 9    |
| 11   | 10   | 11   | 12   | 13   | 14   | 15   | 16   |
| 12   | 17   | 18   | 19   | 20   | 21   | 22   | 23   |
| 1    | 24   | 25   | 26   | 27   | 28   | 29   | 30   |
| 14   | 31   |      |      |      |      |      |      |

| April | April | April | April | April | April | April | April |
| Kw    | Mo    | Di    | Mi    | Do    | Fr    | Sa    | So    |
| ----- | ----- | ----- | ----- | ----- | ----- | ----- | ----- |
| 14    |       | 1     | 2     | 3     | 4     | 5     | 6     |
| 15    | 7     | 8     | 9     | 10    | 11    | 12    | 13    |
| 16    | 14    | 15    | 16    | 17    | 18    | 19    | 20    |
| 17    | 21    | 22    | 23    | 24    | 25    | 26    | 27    |
| 18    | 28    | 29    | 30    |       |       |       |       |

| Mai | Mai | Mai | Mai | Mai | Mai | Mai | Mai |
| Kw  | Mo  | Di  | Mi  | Do  | Fr  | Sa  | So  |
| --- | --- | --- | --- | --- | --- | --- | --- |
| 18  |     |     |     | 1   | 2   | 3   | 4   |
| 19  | 5   | 6   | 7   | 8   | 9   | 10  | 11  |
| 20  | 12  | 13  | 14  | 15  | 16  | 17  | 18  |
| 21  | 19  | 20  | 21  | 22  | 23  | 24  | 25  |
| 22  | 26  | 27  | 28  | 29  | 30  | 31  |     |

| Juni | Juni | Juni | Juni | Juni | Juni | Juni | Juni |
| Kw   | Mo   | Di   | Mi   | Do   | Fr   | Sa   | So   |
| ---- | ---- | ---- | ---- | ---- | ---- | ---- | ---- |
| 22   |      |      |      |      |      |      | 1    |
| 23   | 2    | 3    | 4    | 5    | 6    | 7    | 8    |
| 24   | 9    | 10   | 11   | 12   | 13   | 14   | 15   |
| 25   | 16   | 17   | 18   | 19   | 20   | 21   | 22   |
| 26   | 23   | 24   | 25   | 26   | 27   | 28   | 29   |
| 27   | 30   |      |      |      |      |      |      |

| Juli | Juli | Juli | Juli | Juli | Juli | Juli | Juli |
| Kw   | Mo   | Di   | Mi   | Do   | Fr   | Sa   | So   |
| ---- | ---- | ---- | ---- | ---- | ---- | ---- | ---- |
| 27   |      | 1    | 2    | 3    | 4    | 5    | 6    |
| 2    | 7    | 8    | 9    | 10   | 11   | 12   | 13   |
| 29   | 14   | 15   | 16   | 17   | 18   | 19   | 20   |
| 30   | 21   | 22   | 23   | 24   | 25   | 26   | 27   |
| 31   | 28   | 29   | 30   | 31   |      |      |      |

| August | August | August | August | August | August | August | August |
| Kw     | Mo     | Di     | Mi     | Do     | Fr     | Sa     | So     |
| ------ | ------ | ------ | ------ | ------ | ------ | ------ | ------ |
| 31     |        |        |        |        | 1      | 2      | 3      |
| 32     | 4      | 5      | 6      | 7      | 8      | 9      | 10     |
| 33     | 11     | 12     | 13     | 14     | 15     | 16     | 17     |
| 34     | 18     | 19     | 20     | 21     | 22     | 23     | 24     |
| 35     | 25     | 26     | 27     | 28     | 29     | 30     | 31     |

| September | September | September | September | September | September | September | September |
| Kw        | Mo        | Di        | Mi        | Do        | Fr        | Sa        | So        |
| --------- | --------- | --------- | --------- | --------- | --------- | --------- | --------- |
| 36        | 1         | 2         | 3         | 4         | 5         | 6         | 7         |
| 37        | 8         | 9         | 10        | 11        | 12        | 13        | 14        |
| 38        | 15        | 16        | 17        | 18        | 19        | 20        | 21        |
| 39        | 22        | 23        | 24        | 25        | 26        | 27        | 28        |
| 40        | 29        | 30        |           |           |           |           |           |

| Oktober | Oktober | Oktober | Oktober | Oktober | Oktober | Oktober | Oktober |
| Kw      | Mo      | Di      | Mi      | Do      | Fr      | Sa      | So      |
| ------- | ------- | ------- | ------- | ------- | ------- | ------- | ------- |
| 40      |         |         | 1       | 2       | 3       | 4       | 5       |
| 41      | 6       | 7       | 8       | 9       | 10      | 11      | 12      |
| 42      | 13      | 14      | 15      | 16      | 17      | 18      | 19      |
| 43      | 20      | 21      | 22      | 23      | 24      | 25      | 26      |
| 44      | 27      | 28      | 29      | 30      | 31      |         |         |

| November | November | November | November | November | November | November | November |
| Kw       | Mo       | Di       | Mi       | Do       | Fr       | Sa       | So       |
| -------- | -------- | -------- | -------- | -------- | -------- | -------- | -------- |
| 44       |          |          |          |          |          | 1        | 2        |
| 45       | 3        | 4        | 5        | 6        | 7        | 8        | 9        |
| 46       | 10       | 11       | 12       | 13       | 14       | 15       | 16       |
| 47       | 17       | 18       | 19       | 20       | 21       | 22       | 23       |
| 48       | 24       | 25       | 26       | 27       | 28       | 29       | 30       |

| Dezember | Dezember | Dezember | Dezember | Dezember | Dezember | Dezember | Dezember |
| Kw       | Mo       | Di       | Mi       | Do       | Fr       | Sa       | So       |
| -------- | -------- | -------- | -------- | -------- | -------- | -------- | -------- |
| 49       | 1        | 2        | 3        | 4        | 5        | 6        | 7        |
| 50       | 8        | 9        | 10       | 11       | 12       | 13       | 14       |
| 51       | 15       | 16       | 17       | 18       | 19       | 20       | 21       |
| 52       | 22       | 23       | 24       | 25       | 26       | 27       | 28       |
| 1        | 29       | 30       | 31       |          |          |          |          |

## Ereignisse

### Politik und Weltgeschehen

#### Königreich Sizilien/Deutscher Thronstreit

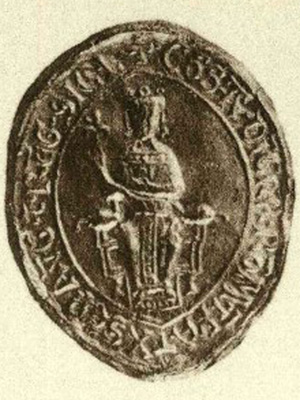
Siegel Konstanzes

- 28. September: Nach dem überraschenden Tod Heinrichs VI. übernimmt für den knapp dreijährigen Sohn Friedrich Kaiserin Konstanze von Sizilien die Regentschaft im Königreich Sizilien. Sie lässt Friedrich von Spoleto nach Palermo bringen und bemüht sich um eine Annäherung zu Papst Coelestin III., den sie um die Lösung ihres verstorbenen Gatten vom Kirchenbann bittet. In Deutschland kommt es in der Folge zum deutschen Thronstreit zwischen der staufischen und der welfischen Seite. Friedrichs Onkel Philipp von Schwaben bemüht sich, das Reich für seinen Neffen zu sichern, während der englische König Richard I. seinen Neffen Otto von Braunschweig, den Sohn Herzog Heinrichs des Löwen, als Kandidaten vorschlägt. Auch Herzog Bernhard III. von Sachsen aus dem Geschlecht der Askanier gilt als aussichtsreicher Kandidat auf den Thron.

#### Weitere Ereignisse im Heiligen Römischen Reich
- 23. Juni: Vladislav Heinrich wird als Nachfolger seines am 15. Juni verstorbenen Cousins Heinrich Břetislav III. vom böhmischen Adel zum Herzog von Böhmen gewählt. Im Dezember fällt sein Bruder Ottokar I., der ebenfalls Anspruch auf den Herzogstitel erhebt, in Böhmen ein. Um das Anwachsen der politischen Instabilität durch stetige Machtstreitigkeiten innerhalb der Familie der Přemysliden zu verhindern, verzichtet Vladislav zugunsten seines Bruders auf den Titel und alle damit verbundene Privilegien und Erbansprüche. Nach Verhandlungen wird er am 6. Dezember dafür zum ersten Markgrafen von Mähren erhoben.
- Theobald I., Graf von Bar, heiratet Gräfin Ermesinde und wird damit Graf von Luxemburg.

#### Skandinavien
- 26. Juli: Norwegen im christlichen Mittelalter: In der Schlacht bei Oslo erleiden die Bagler unter Nikolas Arnason eine empfindliche Niederlage gegen die Birkebeiner unter König Sverre und seinem Sohn Håkon.

#### Britische Inseln
- 28. April: Nach dem Tod von Rhys ap Gruffydd kommt es zu Thronkämpfen zwischen seinen Söhnen Gruffydd ap Rhys und Maelgwn ap Rhys, die zum Niedergang des walisischen Fürstentums Deheubarth führen. Gwenwynwyn greift auf der Seite Maelsgwns in die Kämpfe ein, weil er eine Chance sieht, dadurch sein Königreich Powys zu vergrößern.
- Llywelyn ab Iorwerth besiegt Dafydd ab Owain entscheidend und macht sich damit zum Fürsten des Königreichs Gwynedd in Nordwales. Dafydd gerät in Gefangenschaft.

#### Frankreich
- Graf Balduin IX. von Flandern verbündet sich mit Richard Löwenherz gegen ihren gemeinsamen Lehensherrn, König Philipp II. von Frankreich. Im Juli beginnt er eine Invasion im Artois.

#### Iberische Halbinsel

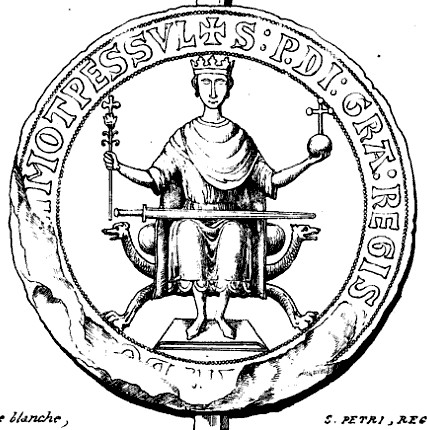
Siegel Peters II. von Aragón

- 23. April: Peter II. übernimmt mit seiner Mündigkeit die Regierungsgeschäfte im Königreich Aragón. Gemeinsam mit Alfons VIII. von Kastilien führt er Krieg gegen Alfons IX. von León und Sancho VII. von Navarra, die offen mit den muslimischen Almohaden paktieren.
- Alfons IX. von León heiratet seine entfernte Cousine Berenguela von Kastilien.
- Die Almohaden unter Abū Yūsuf Yaʿqūb al-Mansūr stoßen bis Madrid und Guadalajara vor.

#### Osteuropa

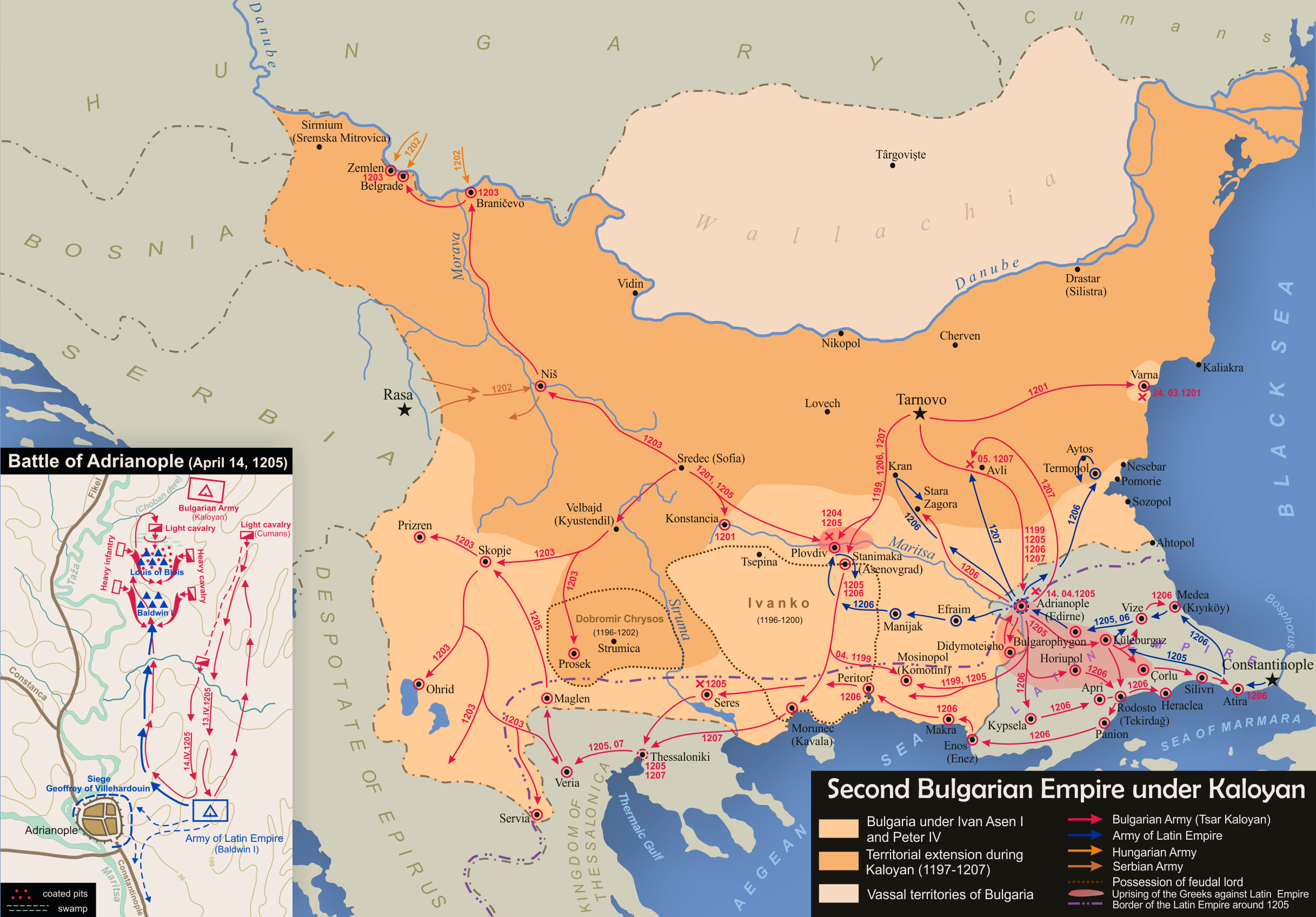
Das bulgarische Reich unter Kalojan

- Der bulgarische Zar Peter IV. aus der Dynastie Assen fällt nach rund einjähriger Herrschaft einer Verschwörung der Boljaren zum Opfer. Nachfolger wird sein jüngerer Bruder Kalojan.

#### Kreuzzüge
- 10. September: Heinrich von Champagne kommt unter mysteriösen Umständen durch den Sturz aus dem Fenster eines Turms in Akkon ums Leben. Amalrich von Lusignan heiratet daraufhin in zweiter Ehe Königin Isabella I. von Jerusalem, Heinrichs Witwe, und wird iure uxoris König von Jerusalem.
- 28. September: Der geplante Kreuzzug Heinrichs VI. wird wegen dessen vorzeitigem Tod abgebrochen. Die Vorhut des Kreuzfahrerheeres hat bereits am 22. September Akkon erreicht. Die deutschen Fürsten im Kreuzfahrerheer lehnen Reichshofmarschall Heinrich von Kalden als Anführer ab und wählen Heinrich I. von Brabant an dessen Stelle. Unter ihm schlagen sie ihr Lager in Tyrus auf und beginnen einen Feldzug gegen die Ayyubiden, der die muslimischen Piraten aus Beirut vertreiben und die syrische Küste zwischen Tyrus und Tripolis verbinden soll. Sie besetzen Sidon und erreichen am 24. Oktober Beirut. Sie erobern Gibelet und stellen so die Landverbindung zur Grafschaft Tripolis wieder her. Anschließend dringen sie ins Hinterland Richtung Damaskus vor, wo sie ab November die Burg Toron belagern. Während der Belagerung erreicht sie die Nachricht vom Tod des Kaisers. Konrad von Querfurt verliert damit seine führende Stellung als Reichskanzler und die Kreuzfahrer beginnen den Aufbruch zurück, um im Reich ihre Lehensrechte gegenüber dem Nachfolger Heinrichs zu sichern.

#### Urkundliche Ersterwähnungen
- Erste urkundliche Erwähnung von Balzenwil, Diersburg, Eckernförde, Gießen, Grabsleben, Ketzin, Langensteinbach, Liblar, Quendorf, Wiera und Schloss Schaumburg an der Lahn

### Wirtschaft
- Zwischen 1140 und 1197 gibt es 215 Münzstätten in Deutschland.

### Gesellschaft
- Das Fleet-Gefängnis in London wird erbaut.

### Religion und Kultur

#### Papsttum und Kirchenhierarchie
- Ende Januar: William de Longchamp, Bischof von Ely, stirbt auf dem Weg nach Rom in Poitiers. Zu seinem Nachfolger wird am 10. August in Vaudreuil in der Normandie Eustace gewählt, der gleich darauf als Gesandte König Richards nach Deutschland reist.
- Gottfried II. wird als Nachfolger des am 4. April verstorbenen Heinrich von Berg zum Bischof von Würzburg gewählt, stirbt allerdings schon am 24. August.
- Papst Coelestin III. versucht, freiwillig zugunsten des von ihm als Nachfolger favorisierten Kardinals Giovanni di San Paolo abzudanken, was aber von oppositionellen Kräften im Kardinalskollegiums verhindert wird.

#### Bauwerke
- 22. September: Die Kathedrale von Messina wird von Erzbischof Berardo in Anwesenheit des Kaisers Heinrich VI. und dessen Ehefrau Konstanze, Tochter des Normannenkönigs Roger II. von Sizilien, geweiht.
- Die Basilika San Nicola in Bari wird fertiggestellt und im Beisein des Reichskanzlers Konrad von Querfurt und einer Vielzahl von Bischöfen und Würdenträgern geweiht.

#### Klostergründungen
- Das Kloster Marienberg wird gegründet.
- 1195 oder 1197: In Kalabrien wird das Kloster Acquaformosa durch einen aus Kloster Sambucina entsandten Konvent unter dem Abt Luca Campano gegründet.

### Katastrophen
- Das Hochwasser vom März 1197 zerstört die Brücken der Stadt Paris.
- Ein Brand zerstört fast die gesamte Stadt Münster in Westfalen.
- Regionale Hungersnot in Aquitanien

## Geboren

### Geburtsdatum gesichert
- 22. Oktober: Juntoku, Kaiser von Japan († 1242)

### Genaues Geburtsdatum unbekannt
- Juli: Raimund VII., Graf von Toulouse († 1249)
- Oberto Pallavicino, italienischer Signore († 1269)
- Yusuf II. al-Mustansir, Kalif der Almohaden († 1224)

### Geboren um 1197
- Amadeus IV., Graf von Maurienne und Savoyen († 1253)
- John de Braose, 8. Baron von Bramber, cambro-normannischer Adliger († 1232)

## Gestorben

### Todesdatum gesichert
- 28./31. Januar: William de Longchamp, Lordkanzler von England und Bischof von Ely
- 14. April: Heinrich von Berg, Bischof von Passau und Bischof von Würzburg
- 28. April: Rhys ap Gruffydd, Herrscher des südwalisischen Fürstentums Deheubarth (* 1132)
- 15. Juni: Heinrich Břetislav III., Herzog von Böhmen, Bischof von Prag
- 1. Juli: Gertrud, Herzogin von Schwaben und Königin von Dänemark (* um 1154)
- 24. August: Gottfried II., Bischof von Würzburg
- 10. September: Heinrich II., König von Jerusalem und Graf der Champagne (* 1166)
- 18. September: Petrus, Erzbischof von Alt-Uppsala
- 28. September: Heinrich VI., römisch-deutscher Kaiser, König von Sizilien (* 1165)
- 1. November: Jón Loftsson, isländischer Gode und Gelehrter (* 1124)
- 13. November: Homobonus von Cremona, frommer Kaufmann, Heiliger
- 20. Dezember: Albert III. von Bogen, Graf von Bogen und Windberg sowie Vogt von Prüfening, Oberaltaich und Windberg (* 1165)

### Genaues Todesdatum unbekannt
- Alain de Dinan, bretonischer Ritter (* um 1155)
- Günter II., Graf von Käfernburg (* um 1132)
- Heinrich II., Graf von Wildeshausen-Bruchhausen
- Margarete von Frankreich, (Mit-)Königin von England, Königin von Ungarn (* um 1158)
- al-Marghīnānī, islamischer Rechtsgelehrter
- Owain Cyfeiliog, Fürst des walisischen Fürstentums Powys (* um 1130)
- Peter IV., Zar des Zweiten Bulgarischen Reiches

### Gestorben um 1197
- Pseudo-Alexios II., byzantinischer Usurpator
- Stephanie von Milly, Herrin von Oultrejordain und einflussreiche Frau im Königreich Jerusalem